# لوکارنو ۱۹۳۷
سیارک ۱۹۳۷ (به انگلیسی: 1937 Locarno، نامگذاری:1973YA) هزار و نهصد و سی و هفتمین سیارک کشف شده‌است که در ۱۹ دسامبر ۱۹۷۳ کشف شد.
قدر مطلق سیارک برابر ۱۱٫۹۰ است.